# 王浩宇 (台灣)
王浩宇（1988年10月29日—），臺灣政治人物、商人、網紅，曾任桃園市議員，現任集客力數位行銷有限公司董事長。
2011年，他於臉書創辦「我是中壢人」社團，後又以台灣綠黨之名義於其中討論當地社會議題；該社團在成立後，在他的經營下，持續吸引大量輿論關注。
2014年，他代表臺灣綠黨當選為桃園市議員，並成為該屆選舉最年輕的直轄市議員；同時，他也擔任臺灣綠黨第19屆共同召集人。2019年連任成功後，他的政治立場逐漸傾向民主進步黨。
2020年立法委員選舉後，他宣布辭去臺灣綠黨的職務並退出該黨，為政黨未能達到不分區立委5%政黨票門檻負起責任。同年2月，他加入民主進步黨。此後，他針對全台各地政治人物及地方社會議題的公開發言，經常引起輿論爭議，並成為新聞媒體報導焦點之一。不久他被提出罷免案。同年11月20日，中央選舉委員會（中選會）宣佈有關罷免案通過審查。
2021年1月16日，罷免王浩宇的投票案獲84,582張同意罷免票，選舉人數25.8%超過成案門檻。同月22日，中選會正式公告罷免投票結果，自此他隨即被依法解除桃園市議會議員職務，成為首位被群衆罷免的直轄市議員。

## 經歷

### 組織反髮禁學運
2005年4月23日，在國立陽明高中一年級就讀的王浩宇在雅虎奇摩家族成立「中華民國學生反髮禁自治協會」，其後擔任中華民國學生反髮禁自治協會創會會長，宣稱自己主導反髮禁學運，但是其任職並不到三個月，並於同年的6月30日由成功高中李建緯同學擔任代會長、8月15日由陳廷源（原副會長）同學續任新會長。。
該協會主張國中與高中全面解除髮禁，迅速獲得超過數萬學生連署，最終於該年7月24日與人本教育基金會合作舉辦「724髮禁你好走」活動，在時任教育部長杜正勝支持下順利解禁。

### 開設「我是中壢人」 粉絲團
2011年3月20日，王浩宇當替代役期間創辦「我是中壢人」粉絲團，每日流量達百萬人次，並且以臺灣綠黨的名義討論中壢桃園在地議題，其粉絲團公開表明不代表中壢市民之意見，表示如對粉絲團的的議題有意見，便應自行取消讚好並將該帳號封鎖。該粉絲團截至2021年年初已獲得約47萬人按讚。。

## 第1屆桃園市議員

### 競選議員
2013年底，擔任「我是中壢人」團長的王浩宇宣布參選首屆桃園市議員，宣傳目的是將網民的聲音帶入議會。2014年，王浩宇投入桃園市議員選舉，以中壢選區第二高票16269票當選第一屆桃園市議員，成為六都最年輕以及首位綠黨籍的直轄市議員，也是該次選舉中全台第二年輕、六都最年輕的議員當選人。

### 質疑議會黑箱
王浩宇參選時曾公開批評桃園縣議會未提供影音直播，質疑黑箱、不夠透明，並提出「陽光進議會」政見；當選桃園市議員後，多次公開發言爭取桃園市議會會議直播，要求開放會議轉播及公開會議紀錄和議員出席簽到表，亦曾簽到後離開、參加活動。桃園市議會隨後宣布開放影音直播。

### 反航空城
2015年3月20日，桃園市議會審查桃園市政府總預算，王浩宇提議刪除桃園航空城預算，並批評民進黨在野時反桃園航空城公司、反桃園航空城願景館，執政後不該說一套做一套，建議鄭文燦「砍掉」桃園航空城公司，被鄭文燦諷刺「航空城不是用蓋的」。王浩宇隨後附和多名國民黨議員的提議，多筆桃園航空城預算遭刪除，讓桃園航空城公司差點吹熄燈號。

### 同志參加集團結婚
2015年4月20日，桃園市議會進行桃園市政府民政局工作報告，王浩宇提案要求桃園市長鄭文燦屢行其政見中推動同性戀者權利的承諾，並指出同性伴侶在租屋、醫院探視都受到阻礙，甚至無法簽署手術同意書等相關問題；他舉例日本東京都澀谷區通過的條例，建議市府核發「相當於婚姻關係的證書」承認同性伴侶關係。民政局隨後正式開放同志參加集團結婚，但還是並未承認同志伴侶關係。　

## 第2屆桃園市議員

### 競選議員
2018年投入桃園市議員選舉，拿下中壢選區第三高票當選。
11月選舉期間，王浩宇經營之「我是中壢人」於貼出國民黨桃園市議員舒翠玲在2018年4月發飆大罵平鎮區公所公務人員的影片，整段影片在網路上散播。舒翠玲於11月9日哽咽道歉，表示沒做好情緒管理。之後王浩宇再刊網路廣告，稱握有詹江村打電話到平鎮區公所施壓要公務人員個人資料的錄音檔，並開直播表示會在選前公布錄音檔讓詹江村落選。詹江村質疑市府電話側錄並不合法、並且曾接到人事科的「釣魚電話」，要王浩宇拿出錄音檔證明，並到桃園地檢署，按鈴控告王浩宇、綠黨市議員候選人和分享連結的網友。事後王浩宇未公開錄音檔，桃園地檢署則偵結認為議論的是可受公評之事，不起訴處分。

### 2020區域立法委員選舉
2019年1月17日王浩宇於臉書直播講述表態有意參選2020年中華民國立法委員選舉，說如果中壢區國民黨是由陳學聖、吳志揚等人選參選，或綠營因太過艱困沒有人願意選，那他願意承擔守護家鄉、承擔責任的義務。
3月8日他在臉書稱國民黨主席吳敦義承諾要推薦他當不分區立委，甚至是代表國民黨選中壢區立委也可討論，但不久便被國民黨桃園市議員黃敬平批是「往自己的臉上貼金唬爛搏版面炒新聞」，並指出王浩宇曾向桃園市議會同仁表示，民進黨議員彭俊豪、前民進黨議員黃傅淑香都太弱，不是國民黨候選人的對手，「所以鄭文燦和民進黨想禮讓他，用不提名的方式讓王浩宇對上國民黨的候選人。」
後來吳志揚、陳學聖相繼退出，國民黨提名魯明哲在中壢區參選。王浩宇不久便透露，為了綠營的和諧，個人願意退選，全力支持民進黨提名人選。又表示，因為站出來打韓國瑜導致民調下滑13%，才棄選2020年區域立法委員，但「如果因為這樣沒有辦法繼續說真話，我寧願放棄這個機會」。但網友嘲諷王浩宇「碰上對手是魯蛋（魯明哲），就龜縮」、「明明就是民進黨沒禮讓你，也不先看看自己長什麼樣子」。

### 退出綠黨，加入民進黨
2020年1月，王浩宇宣布因立委選舉中綠黨一席未取，辭去綠黨中執委一職並退出綠黨。2月加入民主進步黨，但其曾經於臉書貼文批評民進黨。
更換政黨後，3月王浩宇在臉書指控，在立委選舉期間，時任台灣民眾黨中央委員張益贍密會綠黨，私下聯絡討論如何操作負面選舉，將時代力量邊緣化，讓立法院只有台灣民眾黨作為第三勢力的黨團。台灣民眾黨不分區立法委員蔡壁如表示沒有聽過此事，批評王浩宇毫無誠信可言，綠黨也回應指從未與台灣民眾黨針對任何選舉策略作正式討論與協商，並要求台灣民眾黨主席柯文哲公開回應事件。事件發生後，張益贍被台灣民眾黨開除黨籍，也請辭台北市文基會副執行長一職。柯文哲則說，張益贍與王浩宇談結盟等事，他完全不知情，他剛聽到時先是錯愕、才開始慢慢生氣。

### 遭到罷免

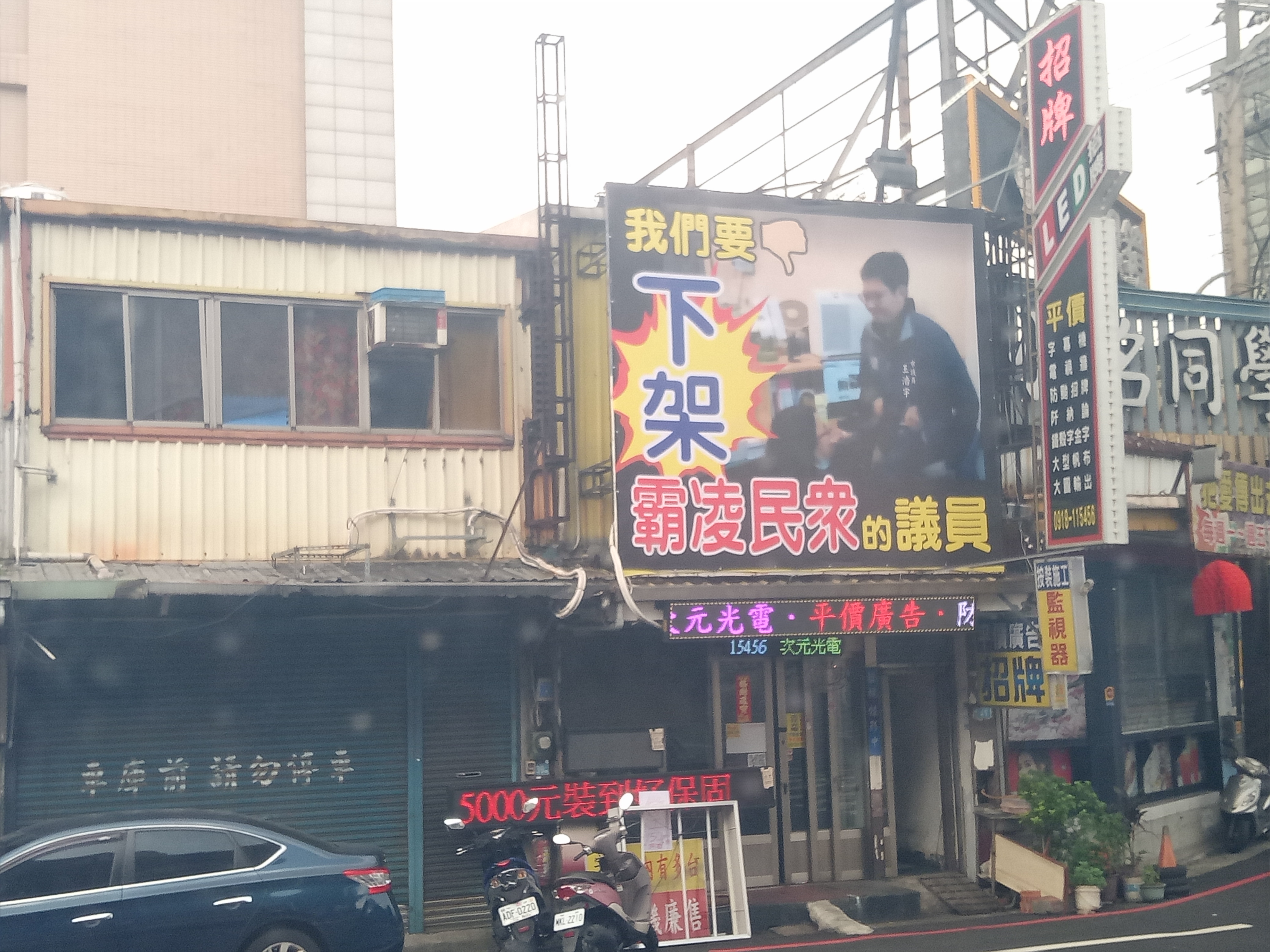
2020年，中壢街上支持王浩宇罷免案的宣傳看板

2020年高雄市市長韓國瑜罷免案通過後，讓許多民眾了解罷免政治人物不再如以往困難，2019年3月成立的罷免王浩宇粉專再次宣布罷免啟動，並以「浩剿響起，滿城封宇」、「罷王別譏，光榮中壢」為號召，民眾黨也表示「罷免王浩宇，民眾黨絕對不會缺席」
2020年6月30日上午，罷王總部於中壢正式成立，領銜人唐平榮首度現身說明罷王緣由及進度，強調已完成第一階段3000多份的連署書，將在7月底正式送出並提案罷免。
11月20日，中選會表示，桃園市議會第2屆議員選舉第7選舉區原選舉區選舉人總數315,143人，法定連署人數應為31,515人以上。該罷免案原連署人數38,922人，符合規定人數33,362人，不符合規定人數5,560人，已達法定連署人數，依法由中選會宣告罷免案成立，定於2021年1月16日投票。2021年1月16日，罢免案正式投计票，同意票超过门槛81940票被罢免成功。

### 後續
王浩宇被解職後，離開了中壢，南下遷居高雄市，並宣布參選高雄市議員。然而過沒多久，因高雄市總人口跌破270萬議員席次減少，王浩宇在繳交保證金後便宣布退選。

## 選舉紀錄
| 年度 | 選舉屆數             | 選舉區           | 所屬政黨 | 得票數 | 得票率 | 當選標記     | 備註 |
| ---- | -------------------- | ---------------- | -------- | ------ | ------ | ------------ | ---- |
| 2014 | 第一屆桃園市議員選舉 | 桃園市第七選舉區 | 台灣綠黨 | 16,269 | 9.06%  |              |      |
| 2018 | 第二屆桃園市議員選舉 | 桃園市第七選舉區 | 台灣綠黨 | 16,292 | 8.68%  | 因罷免而解職 |      |

## 網路活動
王浩宇在網路上相當活躍，同時也引發不少爭議事件。

### 批踢踢
2009年7月，王浩宇所屬公司ipobar屢在批踢踢八卦板轉貼ipobar相關新聞置入性行銷。八卦板不堪王浩宇長期鬧板，便舉辦是否禁止張貼王浩宇及ipobar訊息的票選；但三小時後，八卦板板主接到王浩宇來電，王浩宇假冒批踢踢站方要求撤除票選活動，否則將提告，讓板主覺得受到威脅並離職。
批踢踢站長隨即公告「本站不歡迎ipobar及王浩宇相關人士」，認定王浩宇長期利用不同帳號散發假消息，即起禁止他發文；目前批踢踢站方仍對其封鎖。由於批踢踢站方全面封殺王浩宇，使其名不可說；因此王浩宇被稱為「PTT佛地魔」。

### 臉書
2011年，他於臉書創辦「我是中壢人」社團，於其中討論當地社會議題，吸引大量輿論關注。
2015年2月15日，王浩宇認為一名擔任教職的維基百科使用者蓄意對「王浩宇」條目加入不實的負面資訊，因而在他的個人臉書頁面公開對方的個人資料，包括姓名、任職學校及維基百科帳號；又說，該名使用者是在上班時間上PTT，發表針對他的文章以及編輯維基百科。事件被媒體跟進報導。該名維基使用者後來在PTT發文道歉表示受到壓力，王浩宇在臉書否認施壓；後來王浩宇在臉書發出道歉聲明，表示往後將更加謹言慎行。
2018年3月21日，王浩宇在臉書發文公開支持設置性交易專區，認為可以降低性犯罪的風險，讓社會更安全。跨性別前性工作者吳馨恩於22日夜間於王浩宇服務處噴彩帶抗議，並在23日發表聲明。
2018年10月底，中壢一對游姓母女於到高雄參加市長候選人韓國瑜的造勢活動，王浩宇服務處團隊在未經當事人的同意下，擅自擷取照片並在有40多萬成員的「我是中壢人」轉貼，引來該社團部分成員冷嘲熱諷及揚言抵制游姓母女，當事人於2018年11月19日至王服務處向王下跪哭訴遭網路霸凌，而王浩宇和和貼文的管理員則拒絕道歉，質疑是選舉操作。2020年6月6日，2020年高雄市市長韓國瑜罷免案通過，國民黨高雄市議會議長許崑源於當日晚上墜樓身亡，王浩宇在臉書貼出黑底大字快訊「力挺韓國瑜！高雄市議長許崑源晚間墜樓身亡」，並且將此事與許崑源的政治立場連結，挨批消費死者。王浩宇稱，內容單純為陳述許議長長期力挺韓國瑜的事實，未加入任何評論，沒有不敬之意，但仍刪除文章避免政治操作。6月9日，王浩宇又在臉書發文強調如果他被罷免，韓國瑜就會來選桃園市長，桃園人自己得付出代價，但之後隨即刪文。
2019年3月24日，王浩宇於臉書發文，貼出一張A4簡體字文件照片，稱「根據中共內部流出的統一後二十五項方針，與中國大陸統一，台灣公務員最重可被判死刑」，但相關內容被中國大陸的網友指正，多處用字、標點符號、語句文法等，均與中國大陸官方使用之習慣不同，疑似使用台灣的繁體轉簡體文字轉換系統製作而成。2021年12月21日，王浩宇在個人臉書上貼出一張花蓮縣的公車站牌的截圖，表示內容上竟使用簡體字顯示站名、抵達時間，王浩宇在貼文中使用憤怒的表情符號，頗有批判的用意；但後有網友發現王浩宇所貼出的公車站牌為「智慧公車站牌」，下方有提供選擇語言的選項，繁中、簡中、英文等語言都有，怒轟王浩宇貼上此張圖就是在造謠帶風向。
2020年12月6日，王浩宇在臉書發了一張牛排照片貼文，加上「這裡面，有賽德克巴萊嗎？」描述，引起國民黨賽德克族立委孔文吉、阿美族立委鄭天財、民進黨魯凱族立委伍麗華等人的不滿，指為歧視，要求王浩宇就此道歉。國民黨立委李德維表示，民進黨號稱尊重多元族群，卻放任黨籍議員亂開少數族群玩笑。12月29日，總統府原住民族歷史正義與轉型正義委員會委員會議，蔡英文致詞：「今年以來，從大學校園、演藝圈到網路上，先後傳出對原住民族不恰當的言論，顯示出台灣社會距離族群主流化的理想，依然有一段不小的進步空間」，國民黨台北市議員羅智強表示，現在蔡英文也出來補刀，「王浩宇，不用等大家罷免，你還是自己辭一辭好了」。
2021年4月2日，2021年太魯閣號列車出軌事故發生後，王浩宇在Facebook發文，指環保團體與綠黨反對並阻擋蘇花高速公路的建設，以致憾事。王浩宇表示，現在他從桃園市搬到台東縣，發現返回北台灣的路好遠好遠、而且開車還蠻危險的，常常買不到火車票、飛機票，才能體會東台灣居民交通的困難，也才明白「過去環保團體的堅持根本是自私的」。此番言論被台灣維新執行委員楊時睿批評反駁。
2022年6月13日，王浩宇在臉書貼出羅智強的圖卡，卻將其惡意改圖成「如果今天是馬英九執政，一定打得到『中國疫苗』」。羅智強發現之後在臉書貼文，限王浩宇在24小時內刪除貼文並道歉，否則將提告。最後王浩宇10分鐘內刪文並道歉表示，他是引用自私訊內的來源，沒有查證清楚，並願意負責。

## 對他人的評論

### 韓國瑜
2019年4月8日，王浩宇發文指高雄市3個月內減少825家公司登記，批韓國瑜拚經濟方向錯誤。關於王浩宇的批評，高雄市政府新聞局局長王淺秋表示，細節可再問經發局；但如果講韓流發大財，「相信這位不分區議員，才真的是韓流發大財其中一位，每天靠著挖高雄牆角，扯我們後腿，爭取媒體曝光，或上節目拿通告費的機會」。2019年4月12日，王浩宇於三立新聞網影音節目《94要客訴》表示：「有不分區市長才有不分區議員」，「韓國瑜才是不分區市長，上任到現在，十天有沒有一天在高雄都不知道」，「台灣很悲哀的是，選了六都市長，有兩個都在當不分區市長」，「那麼多不分區市長，只有我一個在監督」。

### 潘忠政
2021年1月，桃園在地聯盟召集人兼珍愛藻礁公投領銜人潘忠政批評，他從事保護藻礁運動「最痛心的是有權者的變節」，當今中央與地方的主官在變節一事上都有份，而民代裡面最離譜的是王浩宇「從一開始搶救觀新藻礁時代表現比我們還衝，到搶救大潭藻礁反成為『高牆的鷹犬』霸凌藻礁，翻臉之快令人咋舌」；呼籲民眾支持保護藻礁、罷免王浩宇。
2021年3月，王浩宇在臉書發文批評潘忠政，「潘忠政要的不是溝通，是要政府聽話。……他所謂的溝通是假的，要政府聽話是真的。只要不完全照他的方向去做，就是背信忘義、環境殺手，這就是潘忠政。對這種人，沒什麼好說的。」3月7日，羅智強表示，潘忠政保護藻礁的理念從未因民進黨執政而改變，卻被王浩宇之流打成「國民黨同路人」；感謝王浩宇，「你再次證明了，為什麼『罷免王浩宇』會是中壢共識」。朱學恒在臉書開直播諷刺王浩宇，選舉前比環保團體還衝，選舉後背叛環保的速度快如閃電俠，現在成為「討伐環團」急先鋒。
2021年3月8日，王浩宇在臉書公布一段影片，質疑潘忠政經手大潭發電廠編列的藻礁保育預算將近新台幣七千萬元。潘忠政表示，多年前他受大潭發電廠邀請給予生態工程意見，但未拿工程款的一分一毫利益；王浩宇影射他貪財，形同潑糞、人格謀殺；他要求王浩宇公開完整影片，給各界檢驗。王浩宇說，他並未影射潘忠政，影片提供者是前桃園在地聯盟財務長，連自己人都覺得怪異，他當然也提出疑惑。律師詹順貴在臉書發文表示，海岸保護工程是硬體工程，預算放在資本門，根本不是環保團體可以拿到的，「王浩宇當過議員，要影射之前，總可以先查一下預算書吧，或應該向餵資料給你的人要更完整的證據吧」。3月9日，王世堅在東森新聞台《平論無雙》說，大家很清楚潘忠政是怎樣的人、環保團體是怎樣的人格者，沒有人會相信王浩宇講的話，把他、王浩宇與民進黨三者連結在一起「等於對民進黨和王世堅潑糞」。
3月11日，國民黨立委鄭麗文批評，民進黨找來已經信用破產的王浩宇對潘忠政潑髒水。王世堅在TVBS頻道《國民大會》說，民進黨有40萬名黨員，王浩宇只是「40萬分之1」，但王浩宇已經是一粒老鼠屎壞了一鍋粥，「我會在我們黨內具體建議，開除這個傢伙！民進黨上上下下，從來沒有誣衊、攻擊過任何環保團體，尤其是潘老師」。
3月12日，潘忠政說，王浩宇誠信備受質疑，相關抹黑指控根本不值得他回應，他比較擔心的是網軍向來不看事實、只知道瘋傳；民進黨頻喊要抓假新聞，現在假新聞擺在眼前，民進黨卻不去約束，指控者也不道歉，「這種現象，執政黨（民進黨）自己要管一管吧」。
3月14日，潘忠政表示，自己的臉書帳號成為「已限制帳號」，30天內不得直播、發廣告；潘忠政質疑是「遭網軍惡意檢舉」所致。王浩宇短時間在臉書連發數篇貼文，稱潘忠政臉書帳號遭限制是因為轉貼影射他是男同志的文章，但否認是他檢舉。王浩宇說，臉書對性別歧視有相關規定，才會將潘忠政帳號停權一個月；他選擇原諒潘忠政，他沒有提告或要求道歉，希望潘忠政別帶風向說是國家機器打壓。潘忠政表示，臉書都還未說明，王浩宇卻能詮釋他遭臉書停權緣由，實在神奇；他並未追蹤王浩宇的臉書帳號，因為王浩宇早已是沒有公信力的人。重啟核四公投領銜人黃士修表示，民進黨側翼是有組織性、計畫性地濫用臉書檢舉機制，臉書演算法只要短時間內接收到大量檢舉，就會先警告或限制該帳號功能；而早在馬英九政府時期，當時在野的民進黨就已開始透過此方式打壓異己。

### 王世堅
2020年11月21日，王浩宇在臉書指控民進黨台北市議員王世堅身為中天新聞台政論節目的常客，不但護航中天新聞台，而且多次砲轟蘇貞昌內閣，還宣稱行政院院長蘇貞昌將於2021年春節後離職，「替中共挑撥總統（蔡英文）與院長（蘇貞昌）的關係」。11月23日，何景榮赴臺灣宜蘭地方檢察署，持王浩宇文章截圖告發王世堅涉嫌觸犯《反滲透法》，要求檢察官傳喚王浩宇上法庭作證、而非放任王浩宇躲在網路上放話。
2022年11月17日，王浩宇在臉書發文指控王世堅於風傳媒影音節目自稱欠無黨籍臺北市市長候選人黃珊珊一個人情，是刻意為黃珊珊宣傳，違反民進黨黨紀；王世堅接受媒體聯訪時駁斥王浩宇說詞，並用了「太監」一詞指王浩宇。同日晚間，王浩宇在臉書發文宣布，他將對所有用「太監」二字批評他的網友提告，目前已經蒐證127人，每人求償新臺幣10萬元，「求償金額扣除訴訟成本與費用後，將全數捐贈育幼院」。由於王浩宇之宣布提告文被網友留言嘲諷「不敢告王世堅」，王浩宇留言回覆「當然一起（告）」。
2023年1月15日，王浩宇援引維基百科資料影射王世堅的父親王明德在光明報事件中變節，「最後同學都死了，只有出賣大家的飛黃騰達」。王世堅回應，在民進黨最應該團結的一天（時值民進黨主席補選投票日），很遺憾還是有人出來潑糞；並強調，父親不是王浩宇這種潑糞者可以去侮辱的。

### 高嘉瑜
2020年12月7日，臺北高等行政法院駁回中天新聞台提出的假處分聲請；同日，民進黨立委高嘉瑜在中天新聞台《頭條開講》認為，蔡英文政府沒有讓民眾感覺到國家通訊傳播委員會（NCC）委員確實有獨立行使職權。羅智強在臉書發文表示佩服高嘉瑜不以黨派發言，支持NCC的獨立性和新聞自由，「是民進黨內少數還記得鄭南榕的人」；但他不解，為什麼這樣天經地義的事，會被王浩宇說成「背叛民進黨的核心價值」。隔天王浩宇在臉書發文，抨擊國民黨「支持高嘉瑜、罷免王浩宇」，反諷高嘉瑜「連國民黨都支持妳了，真的是民進黨的最後良心」，向高嘉瑜嗆聲「不要以為妳在中天講的內容，綠營支持者看不到」。高嘉瑜發布聲明稿表示，她是從「監督媒體、制度建立、標準一致」的角度出發，而非評論中天新聞台關台案；部分人士批評她在《頭條開講》的發言是「公然質疑NCC關台的決定」，顯然與事實不符。

## 爭議事件

### 未查證即指控林效先持有毒品致使名譽損害
2018年4月15日，時任綠黨召集人王浩宇在立法院舉辦記者會指控，時代力量台北黨部專員林效先持有大量《毒品危害防制條例》二級毒品，時代力量主席黃國昌應該向社會道歉。王浩宇也跟媒體說，「若沒有這件事，我願意辭去議員、退出政壇」。事後經檢調調查，雖有附帶毒品的包裹寄送至林效先所承租的處所，然而該處所是用作社團辦公室。2019年4月8日，台北地檢署依據「出入人員多」以及「林效先驗毒後無毒品反應」，以無法證明毒品與林效先有關為由，裁定林效先不起訴處分。2019年4月9日，國民黨草協聯盟發起人李正皓要求王浩宇兌現「退出政壇」承諾。2019年4月27日，林效先表示，將控告王浩宇涉嫌《中華民國刑法》誹謗罪。王浩宇不斷地針對時代力量，黃國昌表示，對於王浩宇的言論，他沒有評論，不要花時間浪費在這事情上，「我只驚訝：他不是要退出政壇？怎麼還在」。
2020年3月27日，桃園地方法院認為，王浩宇一再指稱林效先持有、運輸及販賣毒品，內容已涉及事實陳述而非單純意見表達，林男毒品案經台北地檢署不起訴，可見王言論和事實不符；另對於王主張對公共事務表達、未提及林男全名、以及已盡合理查證等，院方審酌相關事證後都不採信；判決王需賠林精神撫慰金新台幣25萬元，並於聯合報、中國時報、蘋果日報及自由時報頭版、臉書道歉，且不得擅自對臉書道歉文底下留言更改隱私設定。王浩宇表示和律師討論後會提上訴，並稱將更關鍵證據交付二審法院。
2020年11月10日，臺灣高等法院二審判決，王浩宇未盡查證義務，應賠償林效先之金額提高為新臺幣40萬元。
2022年1月14日，桃園地方法院判決，雖然王浩宇的言論造成林效先名譽損害，但衡量王浩宇已被判賠林效先新臺幣40萬元，並考量兩人身分、地位、財產狀況等條件，王浩宇應再賠償林效先新臺幣15萬元、以及自2021年8月24日起至清償日止按年利率5%計算的利息。

### 中壢區違法農舍
2019年7月18日，國民黨桃園市議員詹江村爆料一處位於中壢區的豪華農舍為王浩宇家所有，而且是違建。由於同段時間內高雄市長韓國瑜妻李佳芬爆出違建農舍爭議，一向打韓不遺餘力的王浩宇對此卻隻字未提。網友直呼「一切都合理了！原來是被抓到把柄。」也有網友留言「他家又不務農，為什麼可以住農舍？」、「是不是顏色對了，就能選擇忽視？」
詹江村後又表示，考慮申請王浩宇家農舍前方的路權舉辦園遊會，宣導農地農用、請勿蓋豪華農舍。王浩宇怒轟詹江村「政治追殺不要太誇張」，強調「選舉不應該牽連家人」，並揚言提告詹江村洩漏父親家個資。詹江村反嗆：「王浩宇，你不是對媒體說近親沒有人住農舍嗎？你捏造的王小姐，還有小朋友的時候有這麼想嗎？」
該房後來確認確實是違建，但一年後只開罰12萬，並未拆除。

### 兩顆子彈事件
2020年6月11日，王浩宇中壢服務處遭民眾抗議，12日王浩宇收到恐嚇信，信中有兩顆子彈，並有「留一點口德」五字，該信件因寫法格式有誤而被大量網友質疑是自導自演，6月13日，由王浩宇親自表示警方確定該信件為臺北市內湖區寄出，為郵差投遞，也已調閱內湖約45個郵筒的監視器，希望查出嫌犯。有網友痛批王浩宇，稱王浩宇應該赴許崑源靈前下跪道歉，王浩宇昨回應表示，自己並不認識許崑源，因此不會去許崑源靈堂上香，去了恐怕家屬覺得冒昧。此外，王浩宇表示，將對質疑他造假的網友提告，以昭明自己潔白的名譽。但根據王提出的信件並無採集到可疑指紋，子彈又屬於裝飾彈沒有擊發痕跡。檢察官認為全案經勘驗、比對相關事證等，均查無犯罪嫌疑或應負刑責之人，全案予以簽結。

## 外部連結
- 王浩宇的Facebook專頁
- YouTube上的王浩宇頻道
- 我是中壢人的Facebook專頁
- YouTube上的我是中壢人頻道
- 桃園市議會 - 議員介紹 - 王浩宇 議員 （页面存档备份，存于）